# بحيرة لوي
بحيرة لوي، هي بحيرة تقع فالجنوب الغربي للبحيرة الهندية. أنواع الأسماك الموجودة في البحيرة هي سمك السلمون، وسمك البحيرة الابيض ، والرمح الشمالي، والسمكة صغيرة الفم، والسمك الروسي الأصفر، والسمكة الصخرية، والسمك الأبيض، وسمك البليهد الأسود. ويوجد إطلاق للقارب مقابل رسوم في مخيم بحيرة لوي، على الشاطئ الشمالي الشرقي مقابل طريق ولاية نيويورك، إن واي - 30.